# Bruno Pais
Bruno Miguel Forte Pais (Fundão, 10 giugno 1981) è un triatleta portoghese.

## Biografia
Ha rappresentato il Portogallo ai Giochi olimpici estivi di Pechino 2008, dove si è classificato 17º nella gara individuale, e Londra 2012, in cui è giunto 41º al traguardo della stessa specialità.
Aglia Europei middle distance di Peguera 2014 ha vinto la medaglia d'argento nella prova individuale terminando alle spalle dell'italiano Giulio Molinari.

## Palmarès
- Europei middle distance

Peguera 2014: argento nell'individuale;